# كلية تنظيمية
الكليات التنظيمية هي كيانات قانونية مكلفة بخدمة المصلحة العامة من خلال تنظيم ممارسة المهنة.
يتم إنشاء معظم الكليات التنظيمية بموجب قوانين برلمانية بدلاً من النظام الأساسي، وعادةً لا تتطلب التسجيل بناءً على طلب الحصول على الشخصية الاعتبارية. يتم تشريعها كمتطلبات للعمل في مجال معين. على سبيل المثال، لا يجوز لأي عامل في أونتاريو العمل في تجارة إلزامية بدون عضوية في كلية التجارة بأونتاريو.
تُمنح الكليات التنظيمية صلاحيات ومسؤوليات محددة من خلال أعمال البرلمان. وهم مكلفون بحماية الجمهور من خلال التحقيق في حوادث سوء السلوك من قبل الأعضاء، وطرد أو توجيه الاتهام إلى الأعضاء الذين ينخرطون في سوء السلوك.
قد ينطوي سوء السلوك على أفعال خبيثة متعمدة، ولكن قد يشمل أيضًا عدم العمل وفقًا لمعيار الكفاءة الذي حددته الكلية، أو عدم اتباع مدونة أخلاقيات محددة، أو التعدي على أحد اللوائح التي تحتفظ بها الكلية.
بالإضافة إلى التحقيق في سوء السلوك، من واجبهم الاحتفاظ بسجل عام للأعضاء.